# 乌干达行政区划
烏干達行政區劃分以下各級：
- 地理區 (烏干達)
- 区 (乌干达)
- 縣 (烏干達)（英语：Counties of Uganda）
- 縣轄區 (烏干達)（英语：Sub-counties of Uganda）
- 堂區 (烏干達)（英语：Parishes of Uganda）